# Leptaulax planus
Leptaulax planus là một loài bọ cánh cứng trong họ Passalidae. Loài này được Illiger miêu tả khoa học năm 1800.